# Kamal Hanna Bathish
Mons. Kamal Hanna Bathish (26. prosince 1931, Haifa – 23. června 2025, Jeruzalém) byl palestinský katolický kněz, emeritní pomocný biskup v Latinském patriarchátu jeruzalémském.